# Ахурянское водохранилище
Ахурянское (Арпачайское) водохранилище (арм. Ախուրյանի ջրամբար, тур. Arpaçay Baraj Gölü) — водохранилище в нижнем течении реки Ахурян (Арпачай), расположенное на армяно-турецкой границе. Построено по соглашению между СССР и Турцией, подписанному в 1973 году, введено в эксплуатацию в 1980 году. Протяжённость — 20 километров (вдоль границы), объём воды оценивается в 525 млн м³. Используется для орошения земель сельскохозяйственного назначения по обе стороны границы, площадь орошаемых земель оценивается в 104 тысячи гектаров. По сведениям Левона Мартиросяна — руководителя экологической организации «Геофон», проводившей исследование водохранилища, вода в нём сильно загрязнена тяжёлыми металлами и токсическими веществами.